# تشارلز عمانوئيل فورسيث ماجور
تشارلز عمانوئيل فورسيث ماجور (بالإنجليزية: Charles Immanuel Forsyth Major)‏ (و. 1843 – 1923 م) هو عالم نبات، وإحاثي، وعالم حيواني من سويسرا . ولد في غلاسغو.
وهو عضو في الجمعية الملكية .
توفي في ميونخ .

## جوائز
حصل على جوائز منها:
- زميل في الجمعية الملكية.